# صيغة ملف صوت

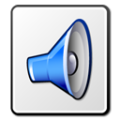

صيغة ملف صوت أو امتداد ملف صوت (بالإنجليزية: Audio file format) هي صيغة ملف لتخزين بيانات الصوت الرقمي على نظام الحاسوب.
بيانات الصوت يمكن أن تُخزن غير مضغوطة أو يمكن أن تُخزن مضغوطة للتقليل من حجم الملف الصوتي.

## أنواع الصيغ
من المهم التمييز بين صيغة الملف (File Format)، ومِرماز الصوت (Audio Codec).
المِرماز يقوم بعملية الترميز وفك الترميز من بيانات الصوت بينما البيانات ذاتها مُخزنة في ملف بصيغة ملف صوتي معينة.
هناك ثلاث مجموعات رئيسية من صيغ الملفات الصوتية:
- صيغ صوت غير مضغوطة، مثل: واف ، تنسيق ملف مبادل الصوت ، AU ، PCM
- صيغ صوت مضغوطة بضغط غير مضيع، مثل: فلاك ، APE ، فيرجينيا الغربية ، إم بي إي جي-4 بارت 14 ، إم بي إي جي - 4 ، نظام ويندوز الصوتي
- صيغ صوت مضغوطة بضغط مضيع، مثل: إم بي 3 ، فربس ، Musepack ، AAC ، ATRAC ، WMA lossy

## قائمة الصيغ الصوتية

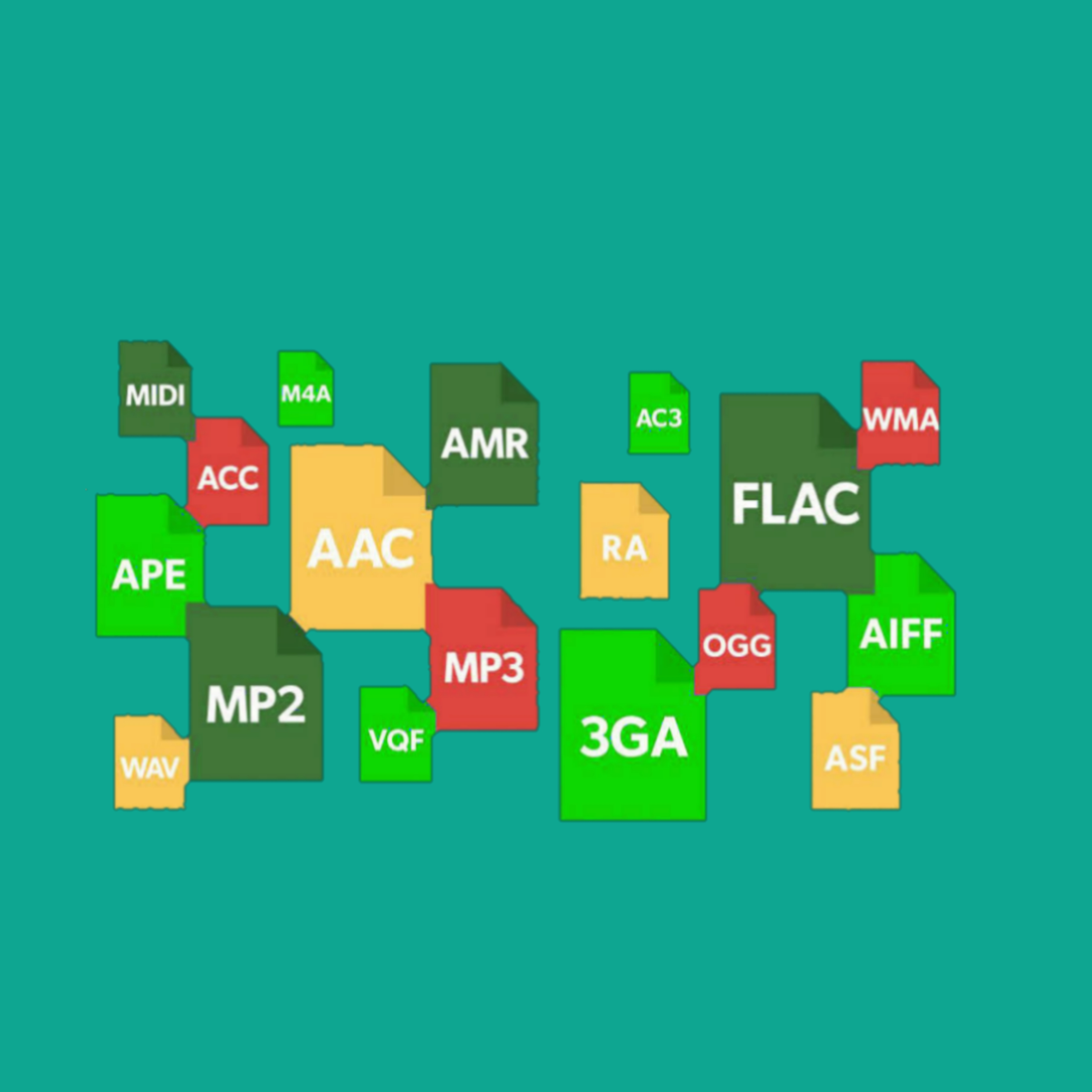
أيقونات لبعض الصِيغ الصَوتيَّة

- 3gp
- عمل
- تنسيق ملف مبادل الصوت
- aac
- ALAC
- AMR
- atrac
- au
- awb
- dct
- dss
- dvf
- فلاك
- جي إس إم
- iklax
- IVS
- m4p
- mmf
- mpc
- msv
- mxp4
- ogg
- ra & rm
- ram
- raw
- TTA
- vox
- WAV
- wma